# Жермунский, Борис Исаакович
Борис Исаакович Жермунский (1 октября 1901, Геническ — 20 марта 1986, Харьков) — советский учёный в области подъёмно-транспортных машин. Доктор технических наук (1963), профессор (1963).

## Биография
Окончил Харьковский технологический институт (1925). С 1933 года работал в Харьковском мехмашстроительном институте (в 1941—1945 годах — заведующий кафедрой подъёмно-транспортных машин и оборудования). С 1950 года работал в Харьковском политехническом институте (с 1966 года — профессор кафедры подъёмно-транспортных машин и оборудования).

## Публикации
- Детали машин: Контрольные работы к 1, 2, 3, 4, 5, 6 заданиям. В 4-х выпусках. Машиностроительные и энергетические факультеты. Харьков: Типо-цинкография ДНТВУ, 1937.
- «Прогиб ферм катучих стреловых кранов» 1948;
- «К вопросу исследования динамических явлений в верхнем строении портальных кранов» 1959;
- «Определение динамических коэффициентов систем для расчета стержневых систем укосин портальных кранов» 1961;
- Исследование гидравлических приводов мостового крана. Харьков: ХЗ ПТО им. Ленина, 1965. — 90 с.
- «О плинах звеньев портальных кранов» 1966.
- Исследование гидравлических приводов на натурных кранах и на стенде. Харьков: ХЗ ПТО им. Ленина, — 1968. — 224 с.